# Kanton Herbignac
Herbignac is een voormalig kanton van het Franse departement Loire-Atlantique. Het kanton maakte deel uit van het arrondissement Saint-Nazaire. Het werd opgeheven bij decreet van 25 februari 2014 met uitwerking op 22 maart 2015.

## Gemeenten
Het kanton Herbignac omvatte de volgende gemeenten:
- Assérac
- Herbignac (hoofdplaats)
- La Chapelle-des-Marais
- Saint-Lyphard